# András Schiff
Sir András Schiff (Boedapest, 21 december 1953) is een in Hongarije geboren Oostenrijks-Britse klassieke pianist en dirigent. Hij ontving onderscheidingen zoals een Grammy Award, een Gramophone Award, de Mozart Medal en de Royal Academy of Music Bach Prize. In 2014 werd hij door The Prince of Wales tot Knight Bachelor geslagen, voor bewezen diensten op het gebied van muziek.

## Biografie
Schiff werd geboren in Boedapest, als enig kind van twee overlevers van de Holocaust. Hij kreeg pianolessen vanaf z'n vijfde levensjaar, van Elisabeth Vadász. In 1968 won hij de Ki mit tud, een talentenjacht die uitgezonden werd op de Hongaarse televisie. In datzelfde jaar werd hij toegelaten aan de Franz Liszt Academie voor Muziek in Boedapest, waar hij studeerde bij Pál Kadosa en Ferenc Rados. Daarnaast volgde hij ook zomercursussen aan de Hochschule für Musik Franz Liszt, Weimar in Duitsland, bij Tatiana Nikolayeva en Bella Davidovich. Hij studeerde ook piano en kamermuziek bij Hongaarse componist György Kurtág.
In Londen ontmoette hij George Malcolm, een pionier in het gebruik van historische toetsinstrumenten. Schiff mocht bladomslaander zijn bij Malcolm's eerste concert in Budapest. De twee raakten bevriend en ze bestudeerden samen muziek. Ze maakten samen een opname van een pianoduet van Mozart met behulp van een fortepiano die nog van de componist zelf was geweest.
Tijdens een tournee in 1979 besloot hij om over te lopen naar het Westen. Hij liet de Hongaarse autoriteiten simpelweg weten dat hij niet meer terugkwam. Toen hij bang werd dat z'n moeder iets zou kunnen overkomen, sloot hij een deal met hen: hij moest niet terugkeren, maar hij mocht ook geen politiek asiel aanvragen. Pas in 1987 nam hij het Oostenrijkse staatsburgerschap aan en vestigde zich officieel in Londen en Salzburg.
Tussen 1989 en 1998 was Schiff artistiek directeur van het kamermuziekfestival Musiktage Mondsee vlak bij Salzburg. In 1995 was hij samen met de beroemde hoboïst Heinz Holliger medeoprichter van de Ittinger Pfingstkonzerte in Kartause Ittingen in Zwitserland. Van 2004 tot 2007 was hij Artist in Residence van het Kunstfest Weimar. In het seizoen 2007-2008 was hij Pianist in Residence van de Berlin Philharmonic. In 2011–'12 was hij een van de Perspectives Artists van Carnegie Hall. En hij was Artist in Residence van het Israel Philharmonic Orchestra.
In 1999 vormde hij het kamerorkest Cappella Andrea Barca, dat vernoemd werd naar een componist die zogezegd blaadjes draaide voor Mozart en onder andere een opera componeerde over verbrande soep. Uiteraard is Andrea Barca gewoon de Italiaanse vertaling van Andràs Schiff; het hele verhaal was verzonnen.
Schiff heeft een voorliefde voor kamermuziek, maar hij trad ook op als dirigent met verschillende grote orkesten, vaak aan zijn piano gezeten, waaronder het Philharmonia Orchestra in Londen, het Chamber Orchestra of Europe, de San Francisco Symphony en Los Angeles Philharmonic. Hij is een gerenommeerd vertolker van Bach, Mozart, Beethoven, Schubert en Schumann. Tussen 2004 en 2006 gaf hij een serie lecture-recitals over de complete Beethoven-sonates in de Londense Wigmore Hall.
In 2014 startte hij samen met Impresariat Simenauer het Building Bridges project, waarmee ze elk concertseizoen aan drie jonge pianisten de kans geven om op grote internationale podia op te treden. De concerten vinden plaats in deSingel te Antwerpen, in Konzerthaus Berlin, Bozar te Brussel, op het Schumann Fest in Düsseldorf, in Florence, Frankfurt am Main, Zürich en New York. De geselecteerde pianisten waren Adam Golka (2014-'15), Roman Rabinovich (2014-'15), Schaghajegh Nosrati (2015-'16), Julian Clef (2015-'16), Jean-Sélim Abdelmoula (2015-'16), Michael Brown (2016-'17), Mishka Rushdie Momen (2016-'17), Dinara Klinton (2016-'17), János Palojtay (2017-'18), Zoltán Fejérvári (2017-'18), Jiayan Sun (2017-'18), Andrei Gologan (2018-'19), Itai Navon (2018-'19), Yury Shadrin (2018-'19), Pallavi Mahidhara (2019-'20), Chiara Opalio (2019-'20), Shir Semmel (2019-'20), Nicolas Namoradze (2020-'21), Elena Nefedova (2020-'21) en Gile Bae (2020-'21).
Zijn vele opnames voor het Decca-label omvatten de klaviermuziek van Bach, muziek van Domenico Scarlatti, Ernst von Dohnányi, Johannes Brahms en Piotr Iljitsj Tsjaikovski, de complete pianosonates van Mozart en Schubert en de pianoconcerto's van Felix Mendelssohn met Charles Dutoit. Zijn opnames voor het label Teldec omvatten de complete Beethoven-pianoconcerto's met de Staatskapelle Dresden, onder leiding van Bernard Haitink, en de complete pianoconcerto's van Béla Bartók met het Budapest Festival Orchestra, onder leiding van Iván Fischer. Voor het ECM-label maakte hij opnames van onder meer muziek van Leoš Janáček en Hongaarse componist Sándor Veress, belangrijke werken van Schubert en Beethoven met een historische fortepiano en live-opnames van alle pianosonates van Beethoven.
Schiff is getrouwd met de violiste Yūko Shiokawa, waarmee hij geregeld samenwerkt. Het echtpaar heeft woningen in Londen, Florence en Kamakura in Japan.
Schiff heeft een uitgesproken mening en geen schroom om ze te verkondigen. In 1999 zei hij tegen The Guardian: "Ik hou echt niet van de manier waarop veel pianisten het werk van Chopin spelen. Hij wordt vooral geïnterpreteerd door leeghoofdige, romantische pianisten, maar zelf was hij dat zeker niet. Chopin is een polyfonisch componist. Het probleem is dat zijn muziek uitgevoerd wordt door pianisten die ook het werk van Bach of Mozart niet begrijpen. ... De muziek van Bach staat centraal in alle muziek die ik goed vind. Bach creëerde een systeem waarbij alles - spiritueel, emotioneel en fysiek - met elkaar verbonden is. ... Elke noot is van belang en er kan niks weggelaten worden zonder dat heel de structuur in elkaar zakt. Ik hou niet van een aantal werken van Liszt, omdat ze zelfcontrole noch soberheid bezitten. Ze zitten vol versieringen die enkel dienen om mee te pronken. Ik speelde vroeger veel Liszt - als Hongaar moést ik wel - maar ik speelde dat slecht omdat ik dat niet graag deed."

## Onderwijs
Schiff staat bekend om zijn masterclasses via internet. Hij geeft les op de faculteit van de Barenboim-Said Akademie in Berlijn in Duitsland. Hij is benoemd tot ere-hoogleraar aan muziekacademies in Boedapest, Detmold en München en is ere-gastdocent van Balliol College, aan Oxford University. Hij gaf masterclasses op scholen als Juilliard School, Oberlin College en de Royal Academy of Music. Hij hield in 2019 een reeks masterclasses op het Gstaad Menuhin Piano Festival voor slechts zeven geselecteerde studenten: Florian Caroubi, Pallavi Mahidhara, Nuron Mukumi, Nicolas Namoradze, Elena Nefedova, Chiara Opalio en Shir Semmel.

## Prijzen en onderscheidingen

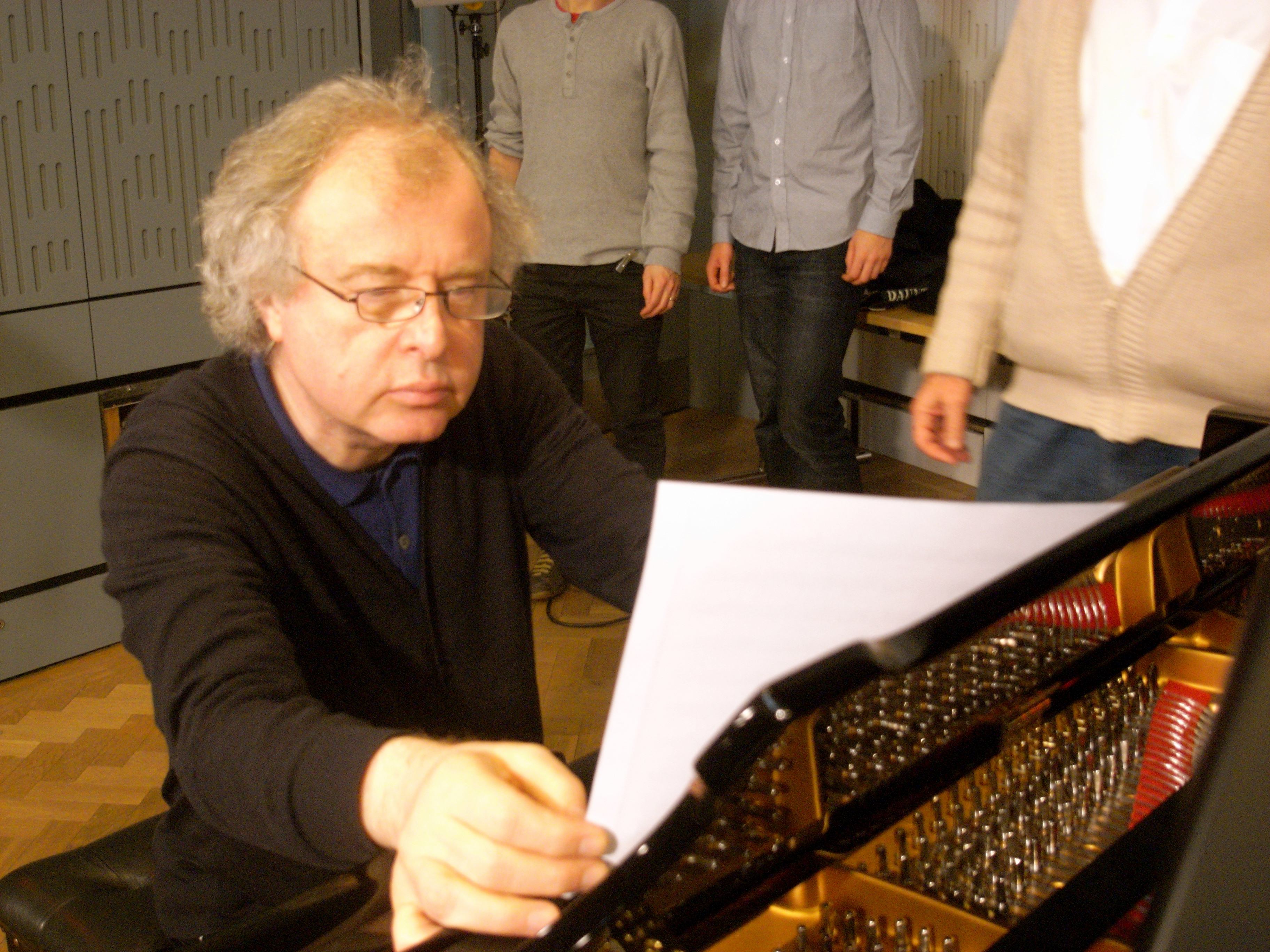
Schiff bij BBC Radio 3, 2012

Schiff won de vierde prijs in de Tsjaikovski International Piano Competition in 1974 en de derde prijs in de Leeds International Pianoforte Competition in 1975.
Schiff won onder meer een Grammy Award in 1989 en werd nog verschillende keren genomineerd. In 1990 won hij een Gramophone Award, voor een Schubert-recital met Peter Schreier. Hij kreeg de Hongaarse Bartók Béla–Pásztory Ditta prijs in 1991. In 1994 kreeg hij de Claudio Arrau Memorial Medal, van de Robert Schumann Stichting Düsseldorf. De Kossuth-prijs, de hoogste Hongaarse staatsonderscheiding, kreeg hij in 1996. In 1997 volgde de Léonie Sonning Music Prize. Voor zijn volledige opname van Beethovens pianosonates kreeg hij het erelidmaatschap van het Beethovenhuis in Bonn in 2006. De Italiaanse prijs Premio della critica musicale Franco Abbiati, eveneens voor zijn Beethoven-cyclus, kreeg hij in 2007. Ook in 2007 kreeg hij de Royal Academy of Music Bach-prijs, gesponsord door de Kohn Foundation. De Wigmore Hall-medaille volgde in 2008, naast de Klavier-Festival Ruhr-prijs. In 2011 gaf de stad Zwickau hem de Robert Schumann-prijs en in januari 2012 kreeg hij de Gouden Mozart-medaille van de Stiftung Mozarteum.
Hij is een fellow van het Royal Northern College of Music sinds 2013. In december 2013 kende de Royal Philharmonic Society hem de gouden medaille toe.
Hij werd benoemd tot Knight Commander of the Most Excellent Order of the British Empire in de Queen's Birthday Honours-lijst van 2014, voor bewezen diensten aan de muziek, waaraan de titel van Sir is verbonden.

## Politieke standpunten

### Oostenrijk
In 2000 gaf hij commentaar op de opkomst van extreemrechts in Oostenrijk. Vervolgens gaf hij zijn Oostenrijkse staatsburgerschap op en nam hij in 2001 het Britse staatsburgerschap aan.

### Hongarije
Op 1 januari 2011 publiceerde Schiff een brief in The Washington Post met de vraag of Hongarije geschikt was om het voorzitterschap van de Raad van de Europese Unie op zich te nemen, vanwege racisme, discriminatie van de Roma, antisemitisme, xenofobie, chauvinisme en reactionair nationalisme en de mediawetten die eind december 2010 aangenomen werden door de regering van Viktor Orbán.
Op 16 januari 2011 vertelde Schiff aan de Frankfurter Allgemeine Zeitung dat hij "persona non grata" was in Hongarije en waarschijnlijk nooit meer zou optreden in het land "of het zelfs maar zou bezoeken." Op 17 januari publiceerde hij samen met de Hongaarse dirigent Ádám Fischer en zes andere Hongaarse intellectuelen en kunstenaars een open brief "Aan de kunstenaars van Europa en de wereld", waarin hij protesteerde tegen "racisme tegen Roma, homofobie en antisemitisme" en zei dat "de vrijheid van de media, de kunsten en kunstenaars, en degenen die het meest effectief tegen dergelijke tendensen zouden kunnen optreden, steeds meer beknot worden." De brief verscheen in het Duits en in het Engels, met een ondersteuningsbriefje van de Argentijnse pianist Daniel Barenboim als bijlage. Als gevolg van zijn verklaringen werd hij bedreigd door Hongaarse nationalisten.
Op 14 januari 2012 uitte Schiff in een interview met de Duitse krant Der Tagesspiegel zijn bezorgdheid over rechts-radicale bendes die de Roma terroriseren, openlijk antisemitisme en het zeer conservatieve chauvinisme en nationalisme van de regerende Fidesz-partij in Hongarije. Omdat "antisemitisme in Hongarije sociaal acceptabel is geworden" had hij al zijn concerten in Hongarije afgezegd. In december 2012 zei hij op de website van Yle Uutiset (Finse televisie) dat hij in zelfopgelegd ballingschap uit Hongarije zal wegblijven.
In december 2013 vertelde Schiff aan een interviewer van de BBC dat hij via internet anonieme bedreigingen had ontvangen en verklaarde: "Als ik terugkeer naar Hongarije, zullen ze mijn handen afhakken."
In 2015 schreef de New York Times dat Schiff niet in Hongarije is geweest sinds de dood van z'n moeder in 2010 en dat hij nog steeds zweert niet terug te keren tot er een nieuwe politieke wind waait. Maar hij is niet optimistisch dat dat zal gebeuren. De situatie in zijn geboorteland is "door de vluchtelingencrisis alleen maar verergerd".
In 2018 speelde hij een concert vlak over de grens met Hongarije, in Eisenstadt. Hij zei dat hij het gefluit van de mussen in Budapest mist, maar toen men hem vroeg om Hongarije samen te vatten in één akkoord, koos hij voor de Tritonus, dat in de Middeleeuwen bekend stond als de interval van de duivel.